# Kotjärnen (Järnskogs socken, Värmland, väster om Norra Lien)
Kotjärnen är en sjö i Eda kommun i Värmland och ingår i Göta älvs huvudavrinningsområde. Sjöns area är 0,011 kvadratkilometer och den är belägen 307 meter över havet.